# 金字塔餐廳 (法國)
45°19′N 4°31′E / 45.31°N 4.52°E
金字塔餐廳（法語：La Pyramide），坐落於法國奥弗涅-罗讷-阿尔卑斯大区伊澤爾省的維埃納，在知名法式料理廚師費爾南·普安經營的時期，是金字塔餐廳的黃金時期，現在是由帕特里克·昂里魯經營，是米其林指南二星評鑑餐廳。

## 歷史沿革
這家餐廳自1780年創設，當時由喬治·錢伯坦（法語：Georges Chambertin）和他的妻子經營，因為兩人都是葡萄酒的愛好者，所以這裡從一開始就有地下酒窖，當時的店名是理想的金梨樹（法語：Au poirier idéal），1880年首次易主由萊昂·吉厄（法語：Léon Guieu）買下，並且更名為吉厄餐廳（法語：Restaurant Guieu），1923年又再次轉手給奧古斯特·普安（法語：Auguste Point），兩年後奧古斯特不幸逝世，由其子費爾南·普安承接經營，費爾南擴大這家餐廳的面積，並加蓋了二樓，將這個餐廳命名為金字塔餐廳。1933年金字塔餐廳和費爾南·普安獲得米其林指南三星評鑑，是首批獲得這項榮耀的餐廳和廚師之一。
二次世界大戰期間，費爾南·普安因為拒絕為納粹德國服務，因此將酒窖掩埋並暫停營業，直到戰後1950年才又重新恢復經營，當時費爾南·普安是新潮烹調的宗師，當時有很多的學徒跟隨，後來都成了米其林指南著名的主廚，他們有：保羅·博庫斯、特魯瓦格羅兄弟餐廳、阿蘭·沙佩爾、弗朗索瓦·比斯和路易·烏捷。
1955年費爾南·普安早逝，遺孀瑪麗·路易絲·普安（法語：Marie-Louise Point）與保羅·梅西耶（法語：Paul Mercier）和蓋伊·蒂瓦爾（法語：Guy Thivard）一起繼續經營了31年，直到普安夫人逝世。普安家的養女瑪麗-若澤·埃曼（法語：Marie-José Eymin）只經營了一年的時間，便將金字塔餐廳賣給Dominique Bouillon房地產集團，這個集團買入之後隨即暫停營業重新整修，直到1989年6月18日金字塔餐廳才又重新營業，帕特里克·昂里魯和他夫人的全心投入之下，9個月後金字塔餐廳重新獲得米其林指南一星評鑑，1992年再獲得二星評鑑。1996年帕特里克·昂里魯又獲得戈和米約的年度最佳廚師，1996年底帕特里克·昂里魯買下金字塔餐廳迄今。

## 相關連結
- 金字塔餐廳官方網站 （页面存档备份，存于）